# Austria na Letnich Igrzyskach Olimpijskich 1912
Austrię na Letnich Igrzyskach Olimpijskich 1912 w Sztokholmie, reprezentowało 85 sportowców. Na igrzyskach reprezentanci Austrii zdobyli 4 medale – 2 srebrne i 2 brązowe. Był to piąty start reprezentacji Austrii na LIO.

## Medaliści
| Medal  | Zawodnicy | Dyscyplina sportowa | Konkurencja                             |
| ------ | --- | ------------------- | --------------------------------------- |
| Srebro | Richard Verderber Otto Herschmann Rudolf Cvetko Friedrich Golling Andreas Suttner Albert Bogen Reinhold Trampler | Szermierka          | Szabla drużynowo mężczyzn               |
| Srebro | Felix Pipes Arthur Zborzil                                                                                       | Tenis ziemny        | Gra podwójna mężczyzn na zewnątrz       |
| Brąz   | Richard Verderber                                                                                                | Szermierka          | Floret mężczyzn                         |
| Brąz   | Margarete Adler Klara Milch Josephine Sticker Berta Zahourek                                                     | Pływanie            | Sztafeta 4x100 m stylem dowolnym kobiet |

## Skład kadry

### Kolarstwo
| Zawodnik                                                     | Konkurencja                    | Czas       | Pozycja |
| ------------------------------------------------------------ | ------------------------------ | ---------- | ------- |
| Robert Rammer                                                | jazda indywidualna na czas (m) | 11:30:40,8 | 23.     |
| Adolf Kofler                                                 | jazda indywidualna na czas (m) | 11:39:32,6 | 31.     |
| Rudolf Kramer                                                | jazda indywidualna na czas (m) | 11:53:12,8 | 43.     |
| Josef Hellensteiner                                          | jazda indywidualna na czas (m) | 11:54:00,2 | 45.     |
| Josef Zilker                                                 | jazda indywidualna na czas (m) | 11:54:38,7 | 46.     |
| Alois Wacha                                                  | jazda indywidualna na czas (m) | 12:01:12,4 | 52.     |
| Robert Rammer Adolf Kofler Rudolf Kramer Josef Hellensteiner | jazda drużynowa na czas        | 46:57:26,4 | 7.      |

### Lekkoatletyka
Konkurencje biegowe
| Zawodnik                                                    | Konkurencja     | Eliminacje         | Eliminacje         | Ćwierćfinał   | Ćwierćfinał   | Półfinał       | Półfinał       | Finał              | Finał              |
| Zawodnik                                                    | Konkurencja     | Wynik              | Miejsce            | Wynik         | Miejsce       | Wynik          | Miejsce        | Wynik              | Miejsce            |
| ----------------------------------------------------------- | --------------- | ------------------ | ------------------ | ------------- | ------------- | -------------- | -------------- | ------------------ | ------------------ |
| Rudolf Rauch                                                | 100 m           | b.d                | 3.                 |               |               | Nie awansował  | Nie awansował  | Nie awansował      | Nie awansował      |
| Fritz Weinzinger                                            | 100 m           | b.d                | 3.                 |               |               | Nie awansował  | Nie awansował  | Nie awansował      | Nie awansował      |
| Fritz Fleischer                                             | 100 m           | b.d                | 4.                 |               |               | Nie awansował  | Nie awansował  | Nie awansował      | Nie awansował      |
| Rudolf Rauch                                                | 200 m           | b.d                | 3.                 | b.d           | 5.            | Nie awansował  | Nie awansował  | Nie awansował      | Nie awansował      |
| Władysław Ponurski                                          | 200 m           | b.d                | 4.                 | Nie awansował | Nie awansował | Nie awansował  | Nie awansował  | Nie awansował      | Nie awansował      |
| Fritz Fleischer                                             | 200 m           | Nie ukończył biegu | Nie ukończył biegu | Nie awansował | Nie awansował | Nie awansował  | Nie awansował  | Nie awansował      | Nie awansował      |
| Władysław Ponurski                                          | 400 m           | b.d                | 3.                 |               |               | Nie awansował  | Nie awansował  | Nie awansował      | Nie awansował      |
| Felix Kwieton                                               | maraton         |                    |                    |               |               |                |                | 3:00:48,0          | 20.                |
| Emmerich Rath                                               | maraton         |                    |                    |               |               |                |                | 3:27:03,8          | 33.                |
| Karl Hack                                                   | maraton         |                    |                    |               |               |                |                | Nie ukończył biegu | Nie ukończył biegu |
| Emmerich Rath                                               | bieg przełajowy |                    |                    |               |               |                |                | Nie ukończył biegu | Nie ukończył biegu |
| Gustav Krojer Rudolf Rauch Fritz Weinzinger Fritz Fleischer | 4 × 100 m       | 44,8               | 2.                 |               |               | Nie awansowali | Nie awansowali | Nie awansowali     | Nie awansowali     |

Konkurencje techniczne
| Zawodnik           | Konkurencja          | Kwalifikacje                   | Kwalifikacje                   | Finał                          | Finał                          |
| Zawodnik           | Konkurencja          | Wynik                          | Miejsce                        | Wynik                          | Miejsce                        |
| ------------------ | -------------------- | ------------------------------ | ------------------------------ | ------------------------------ | ------------------------------ |
| Josef Schäffer     | rzut dyskiem         | 34,87                          | 29.                            | Nie awansował                  | Nie awansował                  |
| Hans Tronner       | rzut dyskiem         | 41,24                          | 5.                             | Nie awansował                  | Nie awansował                  |
| Josef Schäffer     | pchnięcie kulą       | 11,44                          | 13.                            | Nie awansował                  | Nie awansował                  |
| Viktor Franzl      | skok w dal           | 6,57                           | 18.                            | Nie awansował                  | Nie awansował                  |
| Philipp Ehrenreich | skok w dal           | 6,14                           | 23.                            | Nie awansował                  | Nie awansował                  |
| Gustav Krojer      | trójskok             | 13,45                          | 16.                            | Nie awansował                  | Nie awansował                  |
| Gustav Krojer      | rzut oszczepem       | Nie zaliczył żadnej odległości | Nie zaliczył żadnej odległości | Nie zaliczył żadnej odległości | Nie zaliczył żadnej odległości |
| Josef Schäffer     | rzut dyskiem oburącz | 63,50                          | 16.                            | nie awansował                  | nie awansował                  |
| Hans Tronner       | rzut dyskiem oburącz | 66,66                          | 13.                            | Nie awansował                  | Nie awansował                  |
| Viktor Franzl      | skok o tyczce        | 3,20                           | 18.                            | Nie awansował                  | Nie awansował                  |

Wieloboje
| Zawodnik       | Konkurencje   | Konkurencje                | Wyniki        | Punkty        | Miejsce       |
| -------------- | ------------- | -------------------------- | ------------- | ------------- | ------------- |
| Gustav Krojer  | pięciobój     | skok w dal                 | 6,10 m        | 19            | 19.           |
| Gustav Krojer  | pięciobój     | rzut oszczepem             | 39,89 m       | 15            | 15.           |
| Gustav Krojer  | pięciobój     | Bieg na 200 m              | 24,7 s        | 20            | 20.           |
| Gustav Krojer  | pięciobój     | Rzut dyskiem               | Nie awansował | Nie awansował | Nie awansował |
| Gustav Krojer  | pięciobój     | Bieg na 1500 m             | Nie awansował | Nie awansował | Nie awansował |
| Gustav Krojer  | pięciobój     | Finał                      |               | 54            | 21.           |
| Josef Schäffer | dziesięciobój | bieg 100 m                 | 12,3 s        | 643,0         | 22.           |
| Josef Schäffer | dziesięciobój | skok w dal                 | 6,04 m        | 647,20        | 17.           |
| Josef Schäffer | dziesięciobój | pchnięcie kulą             | 11,50 m       | 670,0         | 7.            |
| Josef Schäffer | dziesięciobój | skok wzwyż                 | 1,55 m        | 510           | 20.           |
| Josef Schäffer | dziesięciobój | bieg 400 m                 | 58,2 s        | 631,52        | 17.           |
| Josef Schäffer | dziesięciobój | rzut dyskiem               | 37,14         | 835,84        | 2.            |
| Josef Schäffer | dziesięciobój | bieg na 110 m przez płotki | 18,9 s        | 629,5         | 17.           |
| Josef Schäffer | dziesięciobój | skok o tyczce              | 3,25 m        | 751,6         | 3.            |
| Josef Schäffer | dziesięciobój | rzut oszczepem             | 41,06 m       | 621,325       | 9.            |
| Josef Schäffer | dziesięciobój | bieg na 1500 m             | 5:05,3 min    | 628,6         | 10.           |
| Josef Schäffer | dziesięciobój | Finał                      |               | 6568,585      | 10.           |

### Pięciobój nowoczesny
| Zawodnik         | Konkurencja | strzelanie     | strzelanie | strzelanie | Pływanie | Pływanie | Pływanie | Szermierka | Szermierka | Szermierka | Jazda konna | Jazda konna | Jazda konna | Bieg przełajowy | Bieg przełajowy | Bieg przełajowy | Suma punktów | Pozycja |
| Zawodnik         | Konkurencja | Punkty (Wynik) | M.         | Punkty     | Czas     | M.       | Punkty   | Wynik      | M.         | Punkty     | Kary        | M.          | Punkty      | Czas            | M.              | Punkty          | Suma punktów | Pozycja |
| ---------------- | ----------- | -------------- | ---------- | ---------- | -------- | -------- | -------- | ---------- | ---------- | ---------- | ----------- | ----------- | ----------- | --------------- | --------------- | --------------- | ------------ | ------- |
| Edmond Bernhardt | mężczyźni   | 135            | 26.        | 26         | 5:03,6   | 2.       | 2        | 17         | 6.         | 6          | 0           | 12.         | 12          | 22:34,0         | 14.             | 14              | 60           | 8.      |

### Piłka nożna
Reprezentacja Austrii
| - Alois Müller - Leopold Neubauer - Jan Studnicka - Robert Merz - Ludwig Hussak - Robert Cimera - Karl Braunsteiner - Seppl Brandstetter |  | - Bernhard Graubart - Ladislaus Kurpiel - Otto Noll - Franz Weber - Josef Kaltenbrunner - Leopold Grundwald - Gustav Blaha |

Drużyna Austrii w ćwierćfinale uległa reprezentacji Holandii i wzięła udział w turnieju „pocieszenia”, w którym zajęła 2. miejsce. Ostatecznie w turnieju olimpijskim reprezentacja Austrii zajęła 5. miejsce.

#### Pierwsza runda
| 29 czerwca 1912 15:00 | Austria · Johann Studnicka 58' · Leopold Neubauer 62' · Robert Merz 75', 81' · Robert Cimera 89' | 5 : 1(0:1) | Niemcy · 35' Adolf Jäger | Idrottsplats Råsunda, Solna Widzów: 2000 Sędzia: Herbert James Willing |
|                       |                                                                                                  |            |                          |                                                                        |

#### Ćwierćfinał
| 30 czerwca 1912 19:00 | Holandia · Nico Bouvy 8' · Caesar ten Cate 12' · Jan Vos 30' | 3 : 1(3:1) | Austria · 41' Alois Müller | Idrottsplats Råsunda, Solna Widzów: 7000 Sędzia: David Philip |
|                       |                                                              |            |                            |                                                               |

#### Turniej pocieszenia (dla drużyn, które odpadły)
| 1 lipca 1912 11:00 | Austria · Leopold Grundwald 2' | 1 : 0(1:0) | Norwegia | Sportplats Traneberg, Traneberg Widzów: 200 Sędzia: Per Sjöblom |
|                    |                                |            |          |                                                                 |

| 3 lipca 1912 19:00 | Austria · Alois Müller 30' · Leopold Grundwald 40', 89' · Ludwig Hussak 49' · Johann Studnicka 65' | 5 : 1(2:0) | Włochy · 81' Felice Berardo | Idrottsplats Råsunda, Solna Widzów: 3500 Sędzia: Herbert James Willing |
|                    | |            |                             |                                                                        |

| 5 lipca 1912 19:00 | Węgry · Imre Schlosser 32' · Mihály Pataki 60' · Sándor Bodnár 76' | 3 : 0(1:0) | Austria | Idrottsplats Råsunda, Solna Widzów: 5000 Sędzia: Herbert James Willing |
|                    |                                                                    |            |         |                                                                        |

### Piłka wodna
Reprezentacja Austrii
| - Rudolf Buchfelder - Richard Manuel - Walter Schachlitz - Otto Scheff - Josef Wagner - Ernst Kovács - Hermann Buchfelder |

#### Turniej o złoty medal
| 9 lipca                 |  | Austria                                           | 5  | – | 4  | Węgry                   |  |
|                         |  | Scheff,?                                          | (1 | – | 2) | Fazekas, Hégner, Rémi,? |  |
|                         |  |                                                   |    |   |    |                         |  |
| 13 lipca                |  | Wielka Brytania                                   | 8  | – | 0  | Austria                 |  |
|                         |  | ?                                                 | (4 | – | 0) |                         |  |
| Turniej o srebrny medal |  |                                                   |    |   |    |                         |  |
| 14 lipca                |  | Szwecja                                           | 8  | – | 1  | Austria                 |  |
|                         |  | R. Andersson (3), Bergqvist (3), V. Andersson (2) | (5 | – | 1) | Scheff                  |  |
|                         |  |                                                   |    |   |    |                         |  |
| 15 lipca                |  | Belgia                                            | 5  | – | 4  | Austria                 |  |
|                         |  | ?                                                 | (2 | – | 1) | Scheff,?                |  |

Ostatecznie reprezentacja Austrii zajęła 4. miejsce.

### Pływanie
Mężczyźni
| Zawodnik             | Konkurencja      | Eliminacje           | Eliminacje           | Półfinał              | Półfinał              | Finał         | Finał         |
| Zawodnik             | Konkurencja      | Czas                 | Miejsce              | Czas                  | Miejsce               | Czas          | Miejsce       |
| -------------------- | ---------------- | -------------------- | -------------------- | --------------------- | --------------------- | ------------- | ------------- |
| Franz Schuh          | 400 m dowolnym   | 6:09,4               | 3.                   | Nie awansował         | Nie awansował         | Nie awansował | Nie awansował |
| Franz Schuh          | 1500 m dowolnym  | 25:19,8              | 2.                   | Nie stanął na starcie | Nie stanął na starcie | Nie awansował | Nie awansował |
| Josef Wastl          | 200 m klasycznym | 3:25,6               | 4.                   | Nie awansował         | Nie awansował         | Nie awansował | Nie awansował |
| Josef Wastl          | 400 m klasycznym | Nie ukończył wyścigu | Nie ukończył wyścigu | Nie awansował         | Nie awansował         | Nie awansował | Nie awansował |
| Zeno von Singalewicz | 400 m klasycznym | 7:04,0               | 3.                   | Nie ukończył wyścigu  | Nie ukończył wyścigu  | Nie awansował | Nie awansował |

Kobiety
| Zawodniczka                                         | Konkurencja        | Eliminacje | Eliminacje | Półfinał       | Półfinał       | Finał          | Finał          |
| Zawodniczka                                         | Konkurencja        | Czas       | Miejsce    | Czas           | Miejsce        | Czas           | Miejsce        |
| --------------------------------------------------- | ------------------ | ---------- | ---------- | -------------- | -------------- | -------------- | -------------- |
| Klara Milch                                         | 100 m dowolnym     | 1:37,2     | 3.         | Nie awansowała | Nie awansowała | Nie awansowała | Nie awansowała |
| Berta Zahourek                                      | 100 m dowolnym     | 1:38,6     | 4.         | Nie awansowała | Nie awansowała | Nie awansowała | Nie awansowała |
| Josefa Kellner                                      | 100 m dowolnym     | 1:41,2     | 4.         | Nie awansowała | Nie awansowała | Nie awansowała | Nie awansowała |
| Josephine Sticker                                   | 100 m dowolnym     | 1:31,8     | 4.         | Nie awansowała | Nie awansowała | Nie awansowała | Nie awansowała |
| Margarete Adler                                     | 100 m dowolnym     | 1:34,4     | 4.         | Nie awansowała | Nie awansowała | Nie awansowała | Nie awansowała |
| Grete Adler Klara Milch Fini Sticker Berta Zahourek | 4 × 100 m dowolnym |            |            |                |                | 6:17,0         | brąz           |

### Skoki do wody
Kobiety
| Zawodniczka     | Konkurencja   | Eliminacje                | Eliminacje                | Finał          | Finał          |
| Zawodniczka     | Konkurencja   | Punkty                    | Miejsce                   | Punkty         | Miejsce        |
| --------------- | ------------- | ------------------------- | ------------------------- | -------------- | -------------- |
| Johanna Kellner | skoki z wieży | Nie ukończyła konkurencji | Nie ukończyła konkurencji | Nie awansowała | Nie awansowała |

### Strzelectwo
| Zawodnik                                                          | Konkurencja                                 | Finał       | Finał   |
| Zawodnik                                                          | Konkurencja                                 | Wynik       | Pozycja |
| ----------------------------------------------------------------- | ------------------------------------------- | ----------- | ------- |
| Adolf Schmal Jr.                                                  | pistolet pojedynkowy 30 m                   | 267         | 20.     |
| Edmond Bernhardt                                                  | pistolet pojedynkowy 30 m                   | 194         | 40.     |
| Adolf Schmal Jr.                                                  | pistolet dowolny 50 m                       | 406         | 39.     |
| Edmond Bernhardt                                                  | pistolet dowolny 50 m                       | 245         | 53.     |
| Johann Dulnig                                                     | karabin wojskowy 600 m                      | 41          | 81.     |
| Johann Dulnig                                                     | karabin wojskowy 300 m                      | 82          | 32.     |
| Heinrich Elbogen                                                  | runda podwójna sylwetka jelenia             | 48          | 16.     |
| Heinrich Elbogen                                                  | runda pojedyncza sylwetka jelenia           | 38          | 7.      |
| Adolf Michel                                                      | runda pojedyncza sylwetka jelenia           | 36          | 10.     |
| Peter Paternelli                                                  | runda pojedyncza sylwetka jelenia           | 31          | 17.     |
| Eberhard Steinböck                                                | runda pojedyncza sylwetka jelenia           | 23          | 32.     |
| Peter Paternelli Adolf Michel Heinrich Elbogen Eberhard Steinböck | sylwetka jelenia runda pojedyncza drużynowo | 34 33 29 19 | 4.      |

### Szermierka
Mężczyźni
| Zawodnik | Konkurencja          | Eliminacje                                                                                      | Eliminacje | Ćwierćfinał                                                                        | Ćwierćfinał           | Półfinały                                                                | Półfinały     | Finał                                                                                                | Finał         | Pozycja       |
| Zawodnik | Konkurencja          | Przeciwnik                                                                                      | Wynik      | Przeciwnik                                                                         | Wynik                 | Przeciwnik                                                               | Wynik         | Przeciwnik                                                                                           | Wynik         | Pozycja       |
| --- | -------------------- | ----------------------------------------------------------------------------------------------- | ---------- | ---------------------------------------------------------------------------------- | --------------------- | ------------------------------------------------------------------------ | ------------- | --- | ------------- | ------------- |
| Richard Verderber                                                                                                  | floret indywidualnie | Henri Anspach Bjarne Eriksen Adrianus de Jong Anatolij Jakowlew Ahmed Hassanein                 | 'P W       | Robert Hennet Robert Montgomerie Vilém Goppold Jr. Lauritz Østrup Hermann Plaskuda | P W                   | László Berti Sherman Hall Victor Willems Fernando Cavallini Dezső Földes | W             | László Berti Béla Békessy Nedo Nadi Pietro Speciale Robert Montgomerie Edgar Seligman Edoardo Alaimo | P W P W       | brąz          |
| Friedrich Golling                                                                                                  | floret indywidualnie | Ivan Osiier Axel Jöhncke Gawriił Bertrain                                                       | P W        | Henri Anspach Fernando Cavallini Pál Pajzs Karl Hjorth Arthur Fagan                | P W                   | Nie awansował                                                            | Nie awansował | Nie awansował                                                                                        | Nie awansował | Nie awansował |
| Andreas Suttner | floret indywidualnie | Léon Tom Vilém Tvrzský Dezső Földes Dmitrij Kniażewicz                                          | P W        | Nie awansował                                                                      | Nie awansował         | Nie awansował                                                            | Nie awansował | Nie awansował                                                                                        | Nie awansował | Nie awansował |
| Josef Puhm | floret indywidualnie | Ejnar Levison Pál Pajzs Hermann Plaskuda William Bowman Zdeněk Vávra                            | P W        | Nie awansował                                                                      | Nie awansował         | Nie awansował                                                            | Nie awansował | Nie awansował                                                                                        | Nie awansował | Nie awansował |
| Franz Dereani | floret indywidualnie | Béla Békessy Edgar Seligman Wilhelm Löffler Josef Javůrek John Gignoux                          | P W        | Nie awansował                                                                      | Nie awansował         | Nie awansował                                                            | Nie awansował | Nie awansował                                                                                        | Nie awansował | Nie awansował |
| Rudolf Cvetko | floret indywidualnie | László Berti Jacques Ochs Lauritz Østrup Heinrich Ziegler František Kříž                        | P W        | Nie awansował                                                                      | Nie awansował         | Nie awansował                                                            | Nie awansował | Nie awansował                                                                                        | Nie awansował | Nie awansował |
| Reinhold Trampler                                                                                                  | floret indywidualnie | Paul Anspach Karl Hjorth Robert Montgomerie Oluf Berntsen Lew Martiuszew Christopher von Tangen | P W        | Nie awansował                                                                      | Nie awansował         | Nie awansował                                                            | Nie awansował | Nie awansował                                                                                        | Nie awansował | Nie awansował |
| Arthur Griez von Ronse                                                                                             | szpada indywidualnie | Konstandinos Kodzias Léon Tom Hans Bergsland Władimir Kajzer Fernando Correia Vilém Tvrzský     | P W W' P   | Paul Anspach Robert Montgomerie Jeorjos Petropulos Jan de Beaufort Severin Finne   | P W                   | Nie awansował                                                            | Nie awansował | Nie awansował                                                                                        | Nie awansował | Nie awansował |
| Ernst zu Hohenlohe                                                                                                 | szabla indywidualnie | Boris Arsienjew Bertalan Dunay                                                                  | b.d        | Ervin Mészáros Friedrich Schwarz William Marsh                                     | P                     | Nie awansował                                                            | Nie awansował | Nie awansował                                                                                        | Nie awansował | Nie awansował |
| Albert Bógathy | szabla indywidualnie | Edoardo Alaimo Oluf Berntsen Zdeněk Bárta Aleksandr Szkilow                                     | P W        | Nie stanął na starcie                                                              | Nie stanął na starcie | Nie awansował                                                            | Nie awansował | Nie awansował                                                                                        | Nie awansował | Nie awansował |
| Karl Münich | szabla indywidualnie | Hans Thomson Jens Berthelsen Boris Niepokupnoj                                                  | W          | Nie stanął na starcie                                                              | Nie stanął na starcie | Nie awansował                                                            | Nie awansował | Nie awansował                                                                                        | Nie awansował | Nie awansował |
| Franz Dereani | szabla indywidualnie | Béla Békessy William Marsh Konstantin Waterkampf                                                | P W        | Nie stanął na starcie                                                              | Nie stanął na starcie | Nie awansował                                                            | Nie awansował | Nie awansował                                                                                        | Nie awansował | Nie awansował |
| Josef Puhm | szabla indywidualnie | Charles Van Der Byl Josef Javůrek Carl-Gustaf Klerck Gieorgij Sakiricz                          | P W        | Nie stanął na starcie                                                              | Nie stanął na starcie | Nie awansował                                                            | Nie awansował | Nie awansował                                                                                        | Nie awansował | Nie awansował |
| Friedrich Golling                                                                                                  | szabla indywidualnie | Julius Lichtenfels Béla Zulawszky Władimir Andriejew Helge Werner                               | P W        | Nie awansował                                                                      | Nie awansował         | Nie awansował                                                            | Nie awansował | Nie awansował                                                                                        | Nie awansował | Nie awansował |
| Richard Verderber Otto Herschmann Rudolf Cvetko Andreas Suttner Friedrich Golling Albert Bógathy Reinhold Trampler | szabla drużynowo     | Holandia · Dania                                                                                | W          |                                                                                    |                       | Węgry · Włochy ·                                                         | P W           | Węgry · Holandia ·                                                                                   | P W           | srebro        |

### Tenis ziemny
| Zawodnik                          | Konkurencja | 1/32                                          | 1/16                                              | 1/8                                         | Ćwierćfinały                                           | Półfinały                                                             | Finał                                                  | Finał             |
| Zawodnik                          | Konkurencja | Przeciwnik Wynik                              | Przeciwnik Wynik                                  | Przeciwnik Wynik                            | Przeciwnik Wynik                                       | Przeciwnik Wynik                                                      | Przeciwnik Wynik                                       | Pozycja           |
| --------------------------------- | ----------- | --------------------------------------------- | ------------------------------------------------- | ------------------------------------------- | ------------------------------------------------------ | --------------------------------------------------------------------- | ------------------------------------------------------ | ----------------- |
| Fritz Felix Piepes                | singel      | Lionel Tapscott 2:3 (6:3, 5:7, 6:4, 7:5, 7:5) | Nie awansował                                     | Nie awansował                               | Nie awansował                                          | Nie awansował                                                         | Nie awansował                                          | Miejsca 26. – 31. |
| Ludwig von Salm                   | singel      | Richara Petersen 3:0 (6:1, 7:5, 6:3)          | Wollmar Boström 3:0 (7:6, 6:4, 6:1)               | Charles Wennergren 3:1 (6:3, 5:7, 7:5, 6:1) | Harold Kitson 0:3 (2:6, 2:6, 4:6)                      | Nie awansował                                                         | Nie awansował                                          | Miejsca 5. – 8.   |
| Arthur Zborzil                    | singel      | Curt Benckert 3:1 (6:2, 6:4, 1:6, 6:3)        | Karel Robětín 3:0 (6:4, 6:2, 6:1)                 | Josef Šebek 3:1 (6:1, 6:0, 3:6, 6:2)        | Oscar Kreuzer 0:2 (4:6, 3:6, 2:6)                      | Nie awansował                                                         | Nie awansował                                          | Miejsca 5. – 8.   |
| Fritz Felix Piepes Arthur Zborzil | debel       |                                               | Trygve Smith Herman Bjørklund 3:0 (6:0, 6:2, 6:0) | wolny los                                   | Wollmar Boström Curt Benckert 3:1 (6:3, 4:6, 6:1, 6:1) | Albert Canet Édouard Mény de Marangue 3:2 (7:5, 2:6, 3:6, 10:8, 10:8) | Harold Kitson Charles Winslow 1:3 (6:4, 1:6, 2:6, 2:6) | srebro            |

### Wioślarstwo
| Zawodnik                                                        | Konkurencja | Eliminacje            | Eliminacje            | Ćwierćfinały          | Ćwierćfinały          | Półfinał              | Półfinał              | Finał                 | Finał                 | Miejsce               |
| Zawodnik                                                        | Konkurencja | Czas                  | M.                    | Czas                  | M.                    | Czas                  | M.                    | Czas                  | M.                    | Miejsce               |
| --------------------------------------------------------------- | ----------- | --------------------- | --------------------- | --------------------- | --------------------- | --------------------- | --------------------- | --------------------- | --------------------- | --------------------- |
| Alfred Heinrich                                                 | M1x         | Dyskwalifikacja       | Dyskwalifikacja       | Nie awansował         | Nie awansował         | Nie awansował         | Nie awansował         | Nie awansował         | Nie awansował         | Nie awansował         |
| Richard Mayer Hugo Cuzna Georg Kröder Fritz Krombholz Emil Jand | M4+         | Nie ukończyli wyścigu | Nie ukończyli wyścigu | Nie ukończyli wyścigu | Nie ukończyli wyścigu | Nie ukończyli wyścigu | Nie ukończyli wyścigu | Nie ukończyli wyścigu | Nie ukończyli wyścigu | Nie ukończyli wyścigu |

### Zapasy
| Zawodnik           | Konkurencja    | Runda pierwsza         | Runda druga            | Runda trzecia      | Runda czwarta         | Runda piąta      | Runda szósta     | Finał            | Pozycja       |
| Zawodnik           | Konkurencja    | Przeciwnik Wynik       | Przeciwnik Wynik       | Przeciwnik Wynik   | Przeciwnik Wynik      | Przeciwnik Wynik | Przeciwnik Wynik | Przeciwnik Wynik | Pozycja       |
| ------------------ | -------------- | ---------------------- | ---------------------- | ------------------ | --------------------- | ---------------- | ---------------- | ---------------- | ------------- |
| Heinrich Rauß      | waga piórkowa  | Kaarlo Koskelo P       | George Retzer W        | wolny los          | Hjalmar Lehmusvirta P | Nie awansował    | Nie awansował    | Nie awansował    | Nie awansował |
| Friedrich Schärer  | waga piórkowa  | George Retzer W        | Carl-Georg Andersson W | Kaarlo Koskelo P   | Verner Hetmar P       | Nie awansował    | Nie awansował    | Nie awansował    | Nie awansował |
| Viktor Fischer     | waga lekka     | Thorbjørn Frydenlund W | Otto Laitinen P        | Frederik Hansen W  | Gustaf Malmström P    | Nie awansował    | Nie awansował    | Nie awansował    | Nie awansował |
| Josef Stejskal     | waga lekka     | Paul Tirkkonen P       | Johan Urvikko P        | Nie awansował      | Nie awansował         | Nie awansował    | Nie awansował    | Nie awansował    | Nie awansował |
| Peter Kokotowitsch | waga średnia   | Andrea Gargano W       | Edvin Fältström P      | Jānis Polis W      | August Jokinen P      | Nie awansował    | Nie awansował    | Nie awansował    | Nie awansował |
| Alois Totuschek    | waga średnia   | Claes Johanson P       | Noel Rhys W            | Axel Frank W       | Emil Westerlund P     | Nie awansował    | Nie awansował    | Nie awansował    | Nie awansował |
| Karl Barl          | waga półciężka | Renato Gardini P       | Ansgar Løvold W        | Jens Christensen P | Nie awansował         | Nie awansował    | Nie awansował    | Nie awansował    | Nie awansował |
| Johann Trestler    | waga półciężka | August Pikker P        | Fritz Lange P          | Nie awansował      | Nie awansował         | Nie awansował    | Nie awansował    | Nie awansował    | Nie awansował |